# Bruno de Finetti
Bruno de Finetti (Innsbruck (Austria), 13 de junio de 1906 - Roma, 20 de julio de 1985) fue un probabilista, estadístico y actuario italiano conocido por sus concepciones "operacionalmente subjetivas" de la probabilidad, que expuso en 1937.

## Biografía
Estudió matemáticas en el Politécnico de Milán. Se graduó en 1927 tras escribir su tesis bajo la supervisión de Giulio Vivanti. Trabajó como actuario y estadístico para el Instituto Nacional de Estadística en Roma y, a partir de 1931, en Trieste para la compañía de seguros Assicurazioni Generali.
Publicó muchos artículos (sólo en 1930, 17 de ellos según Lindley) y adquirió cierta reputación entre los probabilistas. Enseñó análisis matemático en Padua y consiguió una cátedra de matemáticas financieras en la universidad de Trieste en 1939. En 1954 se trasladó a la Universidad de Roma, para ocupar las cátedras de matemáticas financieras y, luego, de 1961 a 1976, de cálculo de probabilidades.

## Trabajo
De Finetti subrayó la importancia de la inferencia predictiva en estadística. Propuso el siguiente experimento mental: debes asignar el precio a un contrato por el que se paga un euro si hubo vida en Marte hace mil millones de años o cero en el caso contrario. La respuesta se sabrá mañana. Y un oponente podrá o comprar u obligarte a comprar dicho contrato al precio que has asignado. Dicho de otra manera: tú estableces las probabilidades y tu oponente decide en qué lado situarse. El precio que eliges está relacionado con la "probabilidad operacional subjetiva" que asignas a la situación sobre la que realizas la apuesta. Esta probabilidad tiene que obedecer los axiomas de la probabilidad para que tu contrincante no tenga una ganancia segura.
Con modificaciones de este experimento, de Finetti pudo justificar la aditividad de la probabilidad de sucesos y otras propiedades.
De Finetti desarrolló estas ideas en los años 20 independientemente de Frank P. Ramsey pero (de acuerdo con el prefacio de su Teoría de la probabilidad) utilizó ideas de Harold Jeffrey, I. J Good and B.O. Koopman.
De Finetti también es conocido por el teorema de Finetti sobre la intercambiabilidad en sucesiones de variables aleatorias. No fue el primero en estudiar este concepto, pero ayudó a popularizarlo.
En 1929, introdujo el concepto de distribuciones de probabilidad infinitamente divisibles.
También introdujo los diagramas de Finetti para representar frecuencias de genotipos.
La European Association for Decision Making otorga anualmente el premio de Finetti en su honor.

### Libros de De Finetti
Puede consultarse en la página de Bruno de Finetti